# マッティア・カッサーニ
マッティア・カッサーニ（Mattia Cassani、1983年8月26日 - ）は、イタリア・ピエモンテ州ボルゴマネーロ出身の元サッカー選手。現役時代のポジションはDF（右サイドバック）。

## 略歴

### クラブ
ユヴェントスFCのユース出身。プリマヴェーラではタイトル獲得に貢献したがトップチーム昇格後半年で放出された。セリエBのUCサンプドリア 、エラス・ヴェローナFCを経て、2006年7月1日に移籍したUSチッタ・ディ・パレルモにおいてセリエAデビューを飾る。2007-08シーズンはクリスティアン・ザッカルドの控えだったが、第32節の古巣ユヴェントス戦でアディショナルタイムに決勝ゴールを記録。これは本人にとって、セリエBを含めてリーグ戦初ゴールであった。ザッカルドがVfLヴォルフスブルクへ移籍した2008-09シーズンはレギュラーに定着した。
2011年8月25日、5年過ごしたパレルモを離れACFフィオレンティーナへ買取オプション付きの期限付き移籍を果たし、シーズン終了後に完全移籍した。2013年1月、ジェノアCFCへ買取オプション付きのレンタル移籍を果たしたがオプションは行使されなかった。
2013年8月8日、パルマFCへレンタル移籍し、36試合に出場してパルマの6位フィニッシュに貢献。2014年7月28日には完全移籍を果たしたが、2014-15シーズンを以て破産したパルマを退団した。
2015年7月2日、古巣のUCサンプドリアへ自由移籍で復帰。2016年7月26日、FCバーリ1908への移籍が決定。

### 代表
2009年5月28日、マルチェロ・リッピ代表監督よりA代表初招集。同年11月18日の親善試合スウェーデン戦にてイタリア代表デビューを果たした。2010 FIFAワールドカップは28人の予備メンバーに選ばれたものの最終メンバーには選ばれなかった。

## 記録
パレルモのセリエA最多出場記録(161試合)と欧州カップ戦最多出場記録(15試合)を保持している。なお、欧州カップ戦最多出場記録はフランコ・ブリエンツァ及びアンドレア・バルツァッリと並んでのタイ記録である。

## 所属クラブ
- ユヴェントスFC 2002-2003

→  UCサンプドリア 2003 (loan)
- エラス・ヴェローナFC 2003-2006
- USチッタ・ディ・パレルモ 2006-2011
- ACFフィオレンティーナ 2011-2013

→  ジェノアCFC 2013 (loan)
- パルマFC 2013-2015
- UCサンプドリア 2015-2016
- FCバーリ1908 2016-2018